# Rottenmanner Hütte
Die Rottenmanner Hütte ist eine Schutzhütte der Sektion Rottenmann des  Österreichischen Alpenvereins im Gemeindegebiet von Rottenmann. Die Hütte liegt zwischen Hirschriedel und Stein am Mandl in den Rottenmanner Tauern auf 1651 m ü. A. Höhe. Die Hütte wird als Ausgangspunkt für viele Wanderungen in den nördlichen Rottenmanner Tauern genutzt.

## Geschichte
Nachdem die ÖAV-Sektion Rottenmann am 20. Juni 1946 gegründet wurde, begann diese sechs Jahre später mit der Errichtung der Rottenmanner Hütte und 1953 erfolgte die feierliche Eröffnung. Am 30. Jänner 1982 ging eine Lawine von der Ostflanke des Stein am Mandls ab und zerstörte die Schutzhütte (Hüttengedenkstamm). Im Anschluss wurde circa 250 Meter oberhalb der ursprünglichen Hütte eine neue in zweijähriger Bauzeit errichtet und im Herbst 1984 eröffnet.

## Aufstiege

### Pilgerweg der Weltreligionen
Der meistbenutzte Aufstiegsweg zur Rottenmanner Hütte ist der Pilgerweg der Weltreligionen, welcher weiter bis zum Glohbuckensee führt. Bis zur Hütte sind es 50 Minuten Gehzeit. Der Ausgangspunkt ist die Talstation der Materialseilbahn der Rottenmanner Hütte.
Die Eröffnung des Pilgerweges der Weltreligionen mit 14 Skulpturen fand im Jahr 2004 statt. Am 11. Juni 2016 wurden zwei weitere Skulpturen aufgestellt. Die Patenschaft des Pilgerweges übernahm Ingrid Flick, die Witwe des Großindustriellen Friedrich Karl Flick.

### Singsdorfer Alm
Dieser Steig beginnt ebenfalls bei der Materialseilbahn, jedoch zweigt nach 5 Minuten Gehzeit ein Weg nach links (Brücke über den Kalcherbach) ab. Von der Singsdorfer Alm aus kann man weitere zwei Wege gehen: die Fünf-Gipfel-Tour (Hochhaide, Moserspitz, Diewaldgupf, Seegupf, Stein am Mandl), oder den Weg über den Hirschriedel. Für erstere Tour sind 3–4 Stunden einzurechnen.

### Großer Bösenstein
Ein weiterer Weg zur Rottenmanner Hütte ist der Weg über den Großen Bösenstein. Der Weg beginnt bei der Edelrautehütte und führt über Bösenstein, Dreistecken, Hochhaide, Moserspitz, Diewaldgupf, Seegupf und Stein am Mandl über den Glohbuckensee zur Rottenmanner Hütte. Die Dauer der Tour beträgt 8–9 Stunden.